# Tetramorium rhetidum
Tetramorium rhetidum är en myrart som beskrevs av Bolton 1980. Tetramorium rhetidum ingår i släktet Tetramorium och familjen myror. Inga underarter finns listade i Catalogue of Life.